# Цивіцизм

## Цивіцизм
Цивіцизм — неологізм, що позначає ідеологію, політичну практику або державну політику, спрямовану на дискримінацію, переслідування або знищення людей за ознакою їхнього громадянства, лояльності до держави чи громадянської ідентичності.
Цивіцизм може проявлятися через:
- систематичне насильство проти громадян певної держави;
- масові вбивства, депортації, тортури;
- примусове нав'язування іншої громадянської приналежності (наприклад, через «паспортизацію»);
- знищення національної символіки, культури та освіти як проявів громадянської ідентичності.

## Походження терміна
Термін утворено від латинського слова civis (громадянин) та суфікса -ізм, що вказує на ідеологічну або політичну систему. Уперше введений у публічний обіг у 2025 році як спроба дати назву новій формі масового насильства, що не ґрунтується на етнічності, расі чи релігії, а саме на приналежності до певної держави чи громадянського статусу.

## Російсько-українська війна
Поняття цивіцизму набуло особливої актуальності під час російсько-української війни, особливо після повномасштабного вторгнення Росії в Україну у 2022 році. 
У цьому контексті дії Росії — масові обстріли українських міст, знищення критичної інфраструктури, депортації, примусова паспортизація, фізичне знищення українських громадян, незалежно від їхньої мови чи етнічності — розглядаються як приклад цивіцизму. Ці злочини не обмежуються воєнною логікою, а спрямовані на **ліквідацію самої української громадянськості як явища**.

## Цивіцид
Похідним терміном є цивіцид — масове вбивство або знищення людей за ознакою їхнього громадянства або громадянської ідентичності. У випадку України йдеться про свідоме нищення Росією українських громадян як носіїв незалежної української державності.